# 002 Operazione Luna
002 operazione Luna er en italiensk komedie fra 1965 instrueret af Lucio Fulci. Filmens stjerner er Franco Franchi, Ciccio Ingrassia, Mónica Randall og Linda Sini.

## Plot
Da en sovjetisk rumskib er tabt i rummet med to kosmonauter om bord, bortfører KGB-myndigheder to småkriminelle.

## Medvirkende
- Franco Franchi som  Franco / Colonel Paradowsky
- Ciccio Ingrassia som  Ciccio / Major Borovin
- Mónica Randall som  Mishca Paradowsky
- Linda Sini som  Leonidova
- María Silva
- Elena Sedlak  (som Hélène Sedlak)
- Emilio Rodríguez
- Francesca Romana Coluzzi som  Russisk Agent
- Chiro Bermejo
- Ignazio Leone som  Sergio
- Franco Morici
- Enzo Andronico som  Ivan
- Piero Morgia
- Lino Banfi som  Politimand (Pasquale Zangaria)